# Massimo De Santis
Pour les articles homonymes, voir De Santis.
Massimo De Santis (né le 8 avril 1962 à Tivoli) est un arbitre international italien de football. De Santis est né à Tivoli, dans le Latium. En plus d'être un ancien arbitre, il est également un ancien agent de police.

## Biographie
Massimo De Santis officie régulièrement en Série A. Son premier match international s'est déroulé le 1er janvier 2000. 
Il a été présent pour les Jeux olympiques d'Athènes en 2004. Il a été choisi pour représenter l'Italie lors de la Coupe du monde 2006, avec Roberto Rosetti. 
Il a été impliqué dans le scandale des matches truqués en Italie, et condamné à quatre années de suspension. Avant cette affaire, De Santis était reconnu comme étant un bon arbitre dans le Calcio, et était présent à de nombreuses rencontres internationales. 